# Потискавець
Потискавець (словен. Potiskavec) — поселення в общині Добреполє, Осреднєсловенський регіон, Словенія. 
Висота над рівнем моря: 419,1 м.